# Konkatedra św. Jana Chrzciciela w Kamieniu Pomorskim
Konkatedra Najświętszej Marii Panny, św. Jana Chrzciciela i św. Faustyna biskupa w Kamieniu Pomorskim – zabytkowy kościół parafii rzymskokatolickiej św. Ottona w Kamieniu Pomorskim, historyczna katedra biskupstwa kamieńskiego, od roku 1972 konkatedra diecezji, a następnie archidiecezji szczecińsko-kamieńskiej, pomnik historii, najstarszy obiekt sakralny na Pomorzu Zachodnim z najstarszą znaną więźbą dachową z terenu Polski. 
Od 1964 r. organiści z całego świata koncertują na organach kamieńskich w ramach Festiwalu Muzyki Organowej i Kameralnej, organizowanego przez Towarzystwo Muzyczne im. H. Wieniawskiego.

## Historia

### Budowa
Po misji chrystianizacyjnej św. Ottona z Bambergu w 1124 roku na podgrodziu Kamienia Pomorskiego powstał drewniany kościół św. Jana Chrzciciela . W roku 1176 książę pomorski Kazimierz I w jego miejscu ufundował katedrę. Budowa nowej świątyni związana była z przeniesieniem siedziby biskupów pomorskich z pobliskiego Wolina. Kamień miał być ludniejszy i bezpieczniejszy . Decyzja ta została zatwierdzona przez papieża Klemensa III w roku 1188 . Dla nowej świątyni wydzielono teren na wschód od grodu i miasta, gdyż mogły tam znajdować się majątki książęce. Budowę katedry, początkowo z granitowej kostki, a następnie z cegły, rozpoczęto prawdopodobnie w latach 1172–1176, a najpóźniej w 1188 roku. Pierwotnie świątynia była wzniesiona w stylu romańskim na planie krzyża łacińskiego w układzie bazylikowym  jako trójnawowa bazylika z transeptem, chórem oraz półkolistą apsydą w systemie wiązanym.
Budowę można podzielić na dwa etapy. Pierwszy trwał od 1175 roku do rządów biskupa Hermana von Gleichena (1251–1289), a drugi zakończył się w 1370 roku. 
W pierwszym etapie wzniesiono chór kapłański i transept. W latach 1180–1210 wzniesiono część prezbiterium. Około 1200 roku do korpusu dobudowano zakrystię oraz w latach 1230-1250 kruchtę południową. Zwraca uwagę portal północny, będący najstarszym (XII w.) oraz portal południowy, uznawany za najpiękniejszy (lata 1230-1250). Około 1250 roku zbudowano portal w transepcie południowym tworząc kruchtę. Znajdują się tam cenne romańskie rzeźby z terakoty z połowy XII wieku z rzeźbionymi archiwoltami i tympanonem przedstawiające Adorację Baranka, oraz romańska polichromia na sklepieniu chóru i apsydy. W tych dwóch budowlach widać stopniowe przejście z formy romańskiej do wczesnogotyckiej . 
Drugi etap budowy, zapoczątkowany po objęciu rządów przez biskupa Hermana, przyniósł znaczące zmiany w pierwotnym projekcie. Do wschodniej części (prezbiterium z apsydą i transeptem) dobudowano na przełomie XII i XIII wieku wiele pomieszczeń. Przy południowej ścianie prezbiterium rozpoczęto budowę kwadratowego kapitularza, a w oparciu o północne ramię transeptu zaczęto wznosić południowy krużganek wirydarza. dobudowano też zakrystię (północna strona chóru), paradyż osłaniający późnoromański portal główny (przy ścianie południowej transeptu) . Zwraca uwagę portal północny, będący najstarszym (XII w.) oraz portal południowy, uznawany za najpiękniejszy (lata 1230-1250). Budowa była dwukrotnie przerwana przez najazdy wojsk brandenburskich w 1273 i 1308 roku. W czasie najazdu Brandenburczyków na Kamień w 1308 roku wojska brandenburskie spaliły częściowo istniejący wschodni fragment budowli . Po wznowieniu prac po roku 1308 katedra została odbudowana i prawdopodobnie rozbudowana za czasów biskupa Fryderyka von Eickstedta. Na romańskim planie i fundamentach bazyliki rozpoczęto budowę w XIV i XV wieku nawy głównej oraz dwóch naw bocznych w stylu gotyckim. Na dawnych fundamentach utworzono wirydarz (od północy korpusu), oraz korpus nawowy. Po 1310 roku wzniesiono krużganki po północnej stronie, a w latach 1325–1350 nad skrzydłem wschodnim katedry dobudowano pomieszczenie gotyckie, w którym w późniejszych czasach mieścił się katedralny skarbiec. Aby zachować spójność nowego wnętrza z romańskimi chórem i transeptem, zastosowano łuk tarczowy oraz wsparcie sklepienia krzyżowo-żebrowego na dwunastu filarach, symbolizujących dwunastu Apostołów. Wprowadzono system wiązany, co oznacza, że co drugi filar różnił się wielkością. Nawy boczne różnią się między sobą: południowa jest szersza i ma sklepienie gwiaździste, natomiast północna jest węższa i posiada sklepienie krzyżowo-żebrowe. Na przedłużeniu osi nawy głównej wzniesiono gotycką wieżę o kwadratowej podstawie, mierzącą 58 metrów długości, która nie miała bezpośredniego wejścia do katedry, co jest charakterystyczną cechą katedr, i wchodziło się przez portale w transepcie oraz portal w nawie południowej. W międzyczasie powiększono kapitularz i zbudowano ceglane lektorium, wspierające się na ośmiu filarach, które podzieliło wnętrze katedry na dwie części: prezbiterium i korpus nawowy. Około 1382 roku świątynia została wyposażona w pierwsze organy. W XV wieku południowa strona korpusu nawowego została ozdobiona koronkową attyką ceglaną . W lektorium, zarówno na piętrze, jak i na dole, znajdowały się ołtarze. Po zakończeniu budowy przystąpiono do dekorowania katedry. Na początku XIV wieku powstały malowidła na sklepieniu prezbiterium oraz w konsze absydy. W 1410 roku powstała ceglana attyka, a w 1419 roku zbudowano przylegającą do nawy południowej kaplicę Lepelów. We wnętrzu katedry ustawiono ołtarze, stalle kanonickie, granitową chrzcielnicę i wielki krucyfiks mistyczny. Kościół ukończono pod koniec XV wieku.   
Zbudowano wówczas przylegający do prezbiterium od strony południowej kapitularz oraz wyposażono katedrę w nowe organy fundacji biskupa Benedykta Wallensteina. Około 1480 roku w prezbiterium ustawiono ołtarz główny. W czasie reformacji po śmierci ostatniego biskupa katolickiego Erazma Manteuffela w 1544 roku . świątynia przeszłą  w ręce protestantów. W okresie od 1544 do 1810 roku świątynia była siedzibą luterańskiej kapituły, a później stała się kościołem unijno-ewangelickim. Usunięto wtedy około 20 ołtarzy, które były wzmiankowane już od początku XIV wieku, a pozostawiono jedynie tryptyk ołtarza głównego z drugiej połowy XV wieku. Świątynią luterańską pozostawała do 1945 roku (pomimo wprowadzenia protestanckiej ordynacji kościelnej zachowano rangę katedralną świątyni i do XIX wieku przy kościele istniała kapituła katedralna). Podczas wojny trzydziestoletniej (1618—1648) doszło do zniszczenia wnętrza. Dzięki hojności ostatniego tytularnego biskupa kamieńskiego księcia Ernesta Bogusława von Croya świątynia w drugiej połowie XVII wieku uzyskała nowe barokowe wyposażenie oraz istniejące do dziś organy ufundowane w 1669 roku. W 1802 roku została zburzona gotycka wieża katedry która pochodziła z 1649 roku, a całkowicie rozebrano ją w 1803 roku.  

### Remont generalny
W latach 1848-1850, na polecenie Fryderyka Wilhelma IV, króla Prus, przeprowadzono generalny remont katedry pod nadzorem ówczesnego konserwatora sztuki, von Quasta. W ramach prac usunięto empory barokowe z naw bocznych, zamknięto grobowce i zasypano je, a także położono nową posadzkę. W 1855 roku wzniesiono nową neogotycką wieżę zachodnią, wzorując się na tej z XIV wieku (która została przebudowana w latach 1934-1939, nadając jej obecny kształt).  Wszystkie ściany pozbawiono tynku oraz dawnej polichromii, a nałożono nowy tynk z mielonej cegły, pokryty grafitowym wykończeniem, które imituje ceglane lico. W 1858 roku król Fryderyk Wilhelm IV ufundował witrażowe oszklenie dla pięciu okien w apsydzie prezbiterium, które zachowało się do dziś po rekonstrukcji w 1986 roku. Z tej samej fundacji rozpoczęto również restaurację krużganków wirydarza, jednak południowe skrzydło nie zostało odbudowane z powodu potrzeby postawienia przypór podtrzymujących budowlę. W 1888 przeprowadzono renowację barokowych organów. W 1912 roku w katedrze zainstalowano system ogrzewania oraz elektryczne oświetlenie. W 1934 roku dokonano kolejnej restauracji katedry, a także zmieniono wygląd wieży. Podczas prac remontowo-konserwatorskich, prowadzonych w latach 1934-1939 przez Waltera Ohlego i Gerharda Bronischa, oraz malarskich w latach 1938-1940 pod kierunkiem Gerharda Hoffmana ze Szczecina odkryto, że katedra była ozdobiona malowidłami. Udało się częściowo odtworzyć średniowieczne malowidła w skarbcu, na sklepieniach naw i w prezbiterium. W skarbcu odkryto XIV-wieczne sceny maryjne, w pierwszym przęśle nawy głównej odsłonięto polichromię przedstawiającą Chrystusa Sędziego — Pantokratora, a w prezbiterium zobrazowano ogród rajski. Bogactwo skarbca dodatkowo przyczyniało się do sławy katedry, a w jej podziemiach pochowano niektórych książąt, biskupów i kanoników. 

### Okres II wojny światowej
Podczas II wojny światowej obiekt doznał niewielkich uszkodzeń w wyniku kilku artyleryjskich pocisków, które zniszczyły oszklenia oraz pokrycie dachowe. Wnętrze katedry zostało ogołocone z głównego ołtarza – tryptyku, krucyfiksu z 1270 roku (obecnie znajdującego się w Muzeum Narodowym w Szczecinie) oraz ze skarbca katedralnego. Z dawnego skarbca katedralnego zaginęła większość cennych dzieł sztuki w tym duński relikwiarz św. Korduli z około 1000 roku. Te obiekty zostały przeniesione do pobliskiego kościoła w Benicach, gdzie opiekę nad protestancką świątynią sprawował Hasso von Fleming, tuż przed nadejściem frontu. Po zakończeniu działań wojennych katedra została przejęta przez katolików  i powróciła do roli katolickiego kościoła parafialnego. Jej rekoncyliacji dokonał 16 września 1945 roku ksiądz Henryk Kulikowski. 

### Kościół w polskich rękach
Jeszcze w 1945 roku w kaplicy Lepelów stworzono ołtarz dla obrazu Ukrzyżowanego Zbawiciela z Matką Bolesną pod krzyżem, pochodzącym z brzozdowieckiego kościoła. Obraz ten został przywieziony przez księdza Michała Kaspruka, proboszcza parafii kamieńskiej w latach 1946-1962, z Brzozdowiec w powiecie Złoczów, w archidiecezji lwowskiej. W XVI wieku znany był z łask, a w 1746 roku został uznany przez arcybiskupa lwowskiego M.I. Wyżyckiego za cudowny. W 1948 roku tryptyk, który w 1945 roku został zwieńczony krucyfiksem z 1340 roku z ołtarza kościoła św. Mikołaja w Kamieniu Pomorskim, powrócił do katedry. W 1957 roku zbudowano ołtarz centralny, który ustawiono na skrzyżowaniu naw. Płytę ołtarzową z rozebranej podstawy lektoryjnej wmurowano na pamiątkę w posadzkę na osi prezbiterium. W 1961 roku przeniesiono nadstawę ołtarza „Ecce Homo” (z scenami: w retabulum „Chrystus przed Piłatem”, w predelli „ostatnia wieczerza”, w zwieńczeniu „zmartwychwstanie”) z kraty lektoryjnej do nawy głównej, umieszczając ją przy pierwszym prawym filarze. Pozostawioną podstawę wykorzystano do utworzenia ołtarza. 
W latach 60. XX wieku (1962-63) pod nadzorem proboszcza Romana Kostynowicza, dyplomowanego konserwatora zabytków przeprowadzono prace konserwatorskie w najstarszych partiach świątyni. Odsłonięto wówczas fragmenty romańskich polichromii na sklepieniach zakrystii, chóru i absydy oraz oczyszczono romański portal i rzeźby w południowej kruchcie, które były ukryte pod tynkiem. Dokonano jednocześnie regotyzacji i przystosowano ją do potrzeb posoborowej formy rytu łacińskiego. W 1962 roku po konserwacji ustawiono XVII-wieczny ołtarz „Ukrzyżowania” z kościoła parafialnego w Trzęsaczu przy wschodniej ścianie południowego skrzydła transeptu. Ołtarz ten, wykonany w 1673 roku przez Joachima Sellina z Wolina, zawiera płaskorzeźby przedstawiające „ostatnią wieczerzę” w predelli, „ukrzyżowanie” w retabulum i „zmartwychwstanie” w zwieńczeniu. W tym samym roku przeniesiono główny ołtarz z kościoła św. Mikołaja do katedry, umieszczając go w nawie głównej przy pierwszym lewym filarze. Ołtarz ten, przekazany parafii przez Wojewódzkiego Konserwatora Zabytków w Szczecinie, miał pewne braki, w tym brakujące figury i predellę „Ostatniej Wieczerzy”. Jego rekonstrukcja i konserwacja miały miejsce w 1963 roku, a obecnie w części centralnej znajduje się obraz Matki Bożej Częstochowskiej. Katedra Kamieńska wzbogaciła się również o dwa obrazy sztalugowe na drewnie z 1527 roku autorstwa Łukasza Cranacha starszego, które obecnie wiszą na północnej ścianie prezbiterium. Z koeli dawną gotycką ambonę z katedry kamieńskiej można znaleźć w kościele filialnym w Kozielicach, a główny ołtarz z XIV wieku od 1983 roku znajduje się w Katedrze Szczecińskiej. Ksiądz Kostynowicz nad pracami w katedrze kamieńskiej czuwał jako przez cały okres probostwa w latach 60.  i 70. XX wieku (1961-1979).  Od roku 1981 do 1994 dalszym pracom mecenasował ks. proboszcz Olgierd Ostrokołowicz . W 1972 roku, po utworzeniu diecezji szczecińsko-kamieńskiej, ustanowiono ją konkatedrą rzymskokatolickiej diecezji szczecińsko-kamieńskiej , w 1992 roku przekształconej w archidiecezję. 1 września 2005 roku konkatedra oraz sąsiadujący z nią zespół budynków rozporządzeniem Prezydenta Rzeczypospolitej Polskiej zostały uznane za pomnik historii. 14 września 2010 katedra kamieńska została podniesiona do rangi sanktuarium, słynącego łaskami obrazu Pana Jezusa  Ukrzyżowanego i Matki Bożej Bolesnej z Brzozdowic. Obrazy te zostały przywiezione przez repatriantów ze Lwowa.

## Kalendarium
- 1176–1544 – katedra rzymskokatolickiej diecezji pomorskiej
- 1544–1648 – katedra pomorskich biskupów luterańskich
- 1544–1812 – siedziba kamieńskiej kapituły luterańskiej
- 1817–1945 – kościół parafialny Pruskiego Kościoła Unijnego
- od 1945 – rzymskokatolicki kościół parafialny
- 1972–1992 – konkatedra rzymskokatolickiej diecezji szczecińsko-kamieńskiej
- od 1992 – konkatedra rzymskokatolickiej archidiecezji szczecińsko-kamieńskiej

## Architektura
Romańsko-gotycka, ceglana, trójnawowa bazylika z wirydarzem od strony północnej. Prezbiterium o cechach romańskich i wczesnogotyckich. Bogato udekorowana gotycka fasada południowa. Nad całością dominuje masywny neogotycki blok wieżowy z 1934 roku, zwieńczony czterospadowym hełmem, na szczycie którego ustawiony jest duży łaciński krzyż.

## Wnętrze

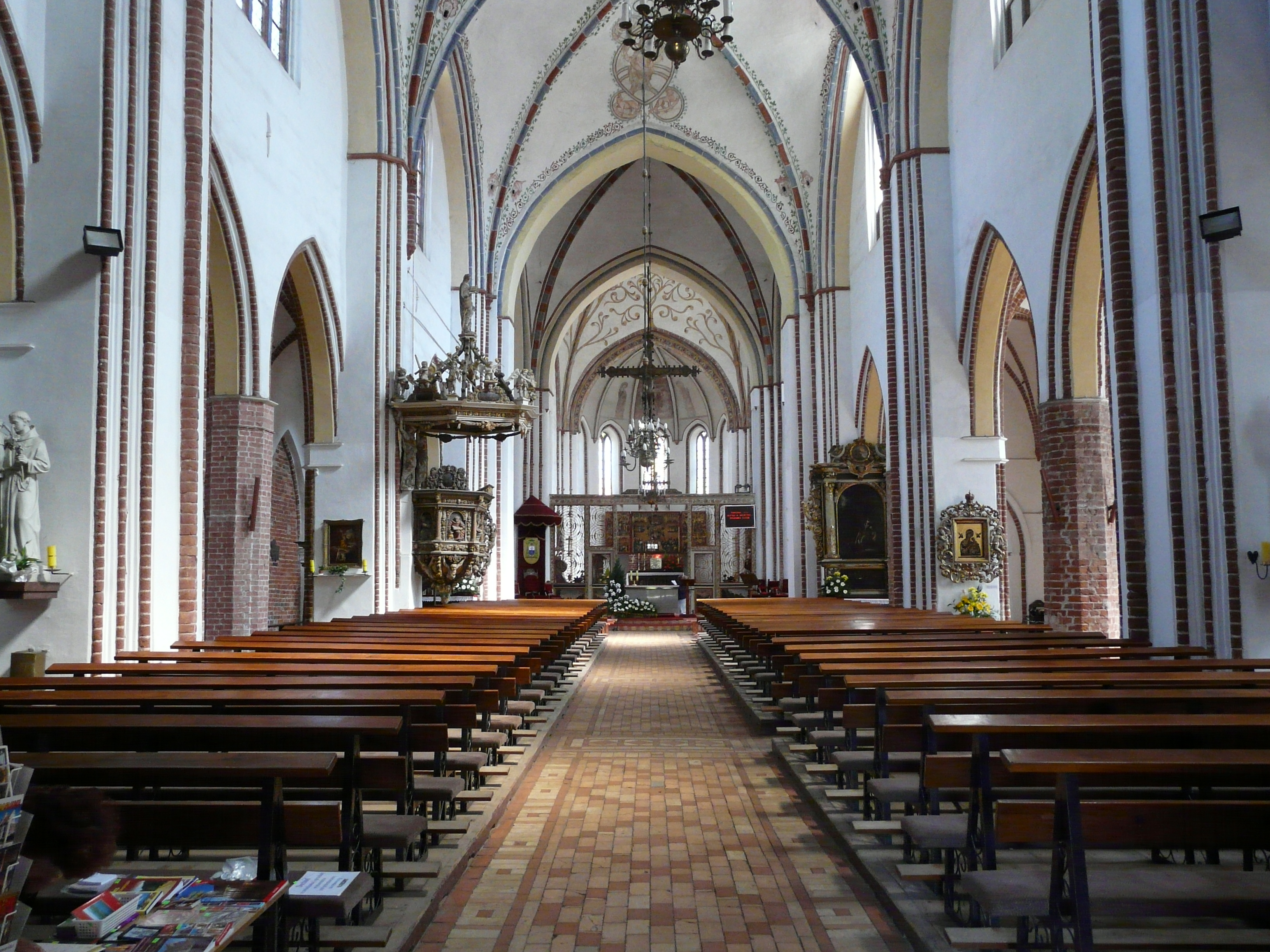
Wnętrze

We wnętrzu katedry uwagę zwracają XVII-wieczne barokowe organy ufundowane w 1669 roku przez biskupa kamieńskiego księcia Ernesta Bogusława von Croya. Wykonał je szczeciński mistrz Michał Berigiel wraz z zespołem rzeźbiarzy i rzemieślników, tworząc bogato zdobiony prospekt organowy. We wnętrzu znajduje się też pochodząca z 1682 roku, bogato zdobiona, barokowa ambona – dzieło (najprawdopodobniej) Johanna Grundmanna z Frankfurtu i Heinricha Redtela . Na ściankach kosza ambony znajdują się rzeźby czterech ewangelistów i św. Pawła. Balustrada schodów ambony oraz bramka zostały udekorowane obrazami o treści symbolicznej. Na zaplecku ambony umieszczono krucyfiks na tle panoramy Jerozolimy. Obok ustawiono dwie kariatydy podtrzymujące baldachim ambony ozdobiony medalionami ze scenami ze Starego Testamentu, aniołkami z symbolami Męki Pańskiej oraz, wieńczącą całość, rzeźbą Jana Chrzciciela.
Krzyżowo-żebrowe i  gwieździste sklepienia katedry ozdobione są w stylu średniowiecznym motywami roślinnymi.

### Prezbiterium
Centralne miejsce w prezbiterium zajmuje ołtarz główny – gotycki tryptyk datowany na koniec XV  lub początek XVI  w., przedstawiający: w części centralnej scenę Wniebowzięcia Matki Bożej, a na skrzydłach męczeństwo św. Jana Chrzciciela i św. Faustyna (wg  J. Kochanowskiej: św. Wiktora ). W katedrze pierwotnie znajdowały się 23 ołtarze, jednak do współczesnych czasów zachował się tylko XVI-wieczny gotycki tryptyk w ołtarzu głównym.
Antepedium ołtarza głównego stanowią wizerunki czterech ewangelistów pochodzące z kościoła w Kozielicach (były tam częścią ambony).
Obok ołtarza uwagę zwraca zakratowana wnęka ścienna, średniowieczne tabernakulum tzw. sakraria. Pod ścianami prezbiterium ustawiono stalle kanoników (rodowód tych siedzisk sięga XIV w., zostały jednak mocno przebudowane w XIX w.) . Na północnej ścianie prezbiterium umieszczono dwa obrazy Drogi Krzyżowej pochodzące z warsztatu Lucasa Cranacha Starszego . Na bocznych ścianach prezbiterium umieszczono dwie gotyckie rzeźby przedstawiające św. Jana Ewangelistę i św. Jana Chrzciciela . Najprawdopodobniej, rzeźby te były niegdyś częścią ołtarza głównego.
Na sklepieniu prezbiterium znajduje się polichromia datowana na XIII  lub XIV  w.,  przedstawiająca scenę Ukrzyżowania oraz wić roślinną będącą wyobrażeniem ogrodu rajskiego, z Drzewem Żywota . 

### Transept
Chór kapłański od transeptu oddziela zdobiona, barokowa krata lektorium z 1684 roku . Jej górna, ażurowa część wykonana została przez artystę o inicjałach "B. K."  pochodzącego najprawdopodobniej z Gdańska . Dolną część lektorium wypełniają cztery obrazy Heinricha Redtela przedstawiające sceny ze Starego Testamentu . Nad lektorium umieszczony jest gotycki krzyż w formie krucyfiksu mistycznego datowany na XV  lub początek XVI  w. W transepcie obok ozdobnej kraty ustawione są tron arcybiskupi z baldachimem oraz ołtarz przy którym odprawiana jest liturgia w zwyczajnej formie rytu rzymskiego. W południowym skrzydle transeptu znajduje się siedemnastowieczny ołtarz "Ecce Homo", z obrazem Chrystusa przed Piłatem namalowanym przez Heinricha Redtela według sztychu Rembrandta . Ołtarz ten projektowany był jako ołtarz główny katedry i do drugiej wojny światowej znajdował się w prześwicie kraty lektoryjnej. Na przeciwległej do ołtarza ścianie, znajduje się dużych rozmiarów krucyfiks, wykonany ok. 1684 przez Johanna Grundmanna z Frankfurtu nad Odrą – twórcę głównych rzeźb kamieńskich organów .
W przęśle północnym transeptu znajduje się baptysterium z wczesnogotycką chrzcielnicą (stopa chrzcielnicy jest późniejsza i pochodzi z XIX wieku) . Chrzcielnicę otacza bogato zdobiona, barokowa krata kurtynowa z 1685 roku wykonana przez artystę o inicjałach "B. K." 

### Nawa
Przy pierwszym filarze nawy północnej ustawiony jest ołtarz z drugiej połowy XVII w. Niegdyś zawierał on w części centralnej  gotycką szafę z figurami Najświętszej Maryi Panny i innych świętych. Obecnie w to miejsce wmontowana jest kopia obrazu Matki Boskiej Częstochowskiej. Ołtarz pochodzi  z kościoła św. Mikołaja w Kamieniu Pomorskim .
W kaplicy przy nawie południowej umieszczono ołtarz z obrazem olejnym na płótnie Ukrzyżowanego z Brzozdowiec (archidiecezja lwowska), ozdobiony wotami i sukienką, który słynie z łask, przywieziony do Kamienia Pomorskiego po II wojnie światowej w 1945 roku przez polskich wysiedleńców z przedwojennego województwa lwowskiego. Obraz został namalowany przez nieznanego artystę w 1746 .
Na sklepieniu nawy głównej zachowała się czternastowieczna polichromia przedstawiająca Chrystusa Sędziego w mandorli, z symbolami czterech Ewangelistów, lilią i mieczem.

### Epitafium
W północnym skrzydle transeptu, na jego wschodniej ścianie, radca dworu książęcego Gerhard Rabener w 1686 roku złożył kosztowne epitafium dla swojej rodziny. Epitafium ozdabiało wejście do grobowca. W centralnej części znajdował się portret Rabenera wraz z jego trzema synami i żoną, a po bokach umieszczone były m.in. rzeźby Chrystusa Króla oraz Mojżesza (o wysokości 185 cm). Rzeźby przetrwały do dziś, natomiast po portretach pozostały jedynie dekoracyjne ramy.

### Organy
Instrument został ufundowany przez ostatniego biskupa kamieńskiego Ernesta Bogusława de Croya (w 1648 biskupstwo zostało zniesione), do czego nawiązują rzeźby dwóch biskupów pomorskich – pierwszego, św. Ottona i ostatniego – samego fundatora. Analogię do tej sytuacji wyrażają rzeźby Dawida (zdobywcy Jerozolimy) i Jeremiasza (opłakującego upadek Jerozolimy). Wydarzenia te wpisują się w całość historii, którą symbolizują Jan Chrzciciel, Poprzednik Chrystusa (rzeźba na zwieńczeniu ambony) i św. Michał Archanioł, który zapowie powtórne przyjście Chrystusa (zwieńczenie organów) .
Bogata dekoracja organów jest wyrazem złożonego programu ikonograficznego, na przykład trzy rzeźby postaci kobiecych (z nutami, bębnami i trójkątem) symbolizują różne rodzaje muzyki sakralnej, z których najwyższe miejsce zajmuje śpiew; umieszczonych poniżej dziesięć obrazów przedstawia różne aspekty muzyki świeckiej, niższej rangą, ale również uczestniczącej w uwielbieniu Stwórcy .
Siedemnastowieczne organy zostały wykonane przez Michaela Berigela ze Szczecina, natomiast prospekt jest dziełem warsztatu Marcina Edlebera . Pod koniec II Wojny Światowej instrument został w znacznej mierze zniszczony. Stan obecny jest wynikiem rekonstrukcji przeprowadzonej przez firmę Władysława Cepki, którą ukończono w 2004. Organy mają 43 głosy w trzech manuałach i pedale.

### Poddasze
Jak ustalono w 2021 roku, katedra ma najstarszą zachowaną więźbę dachową z terenu Polski. Wykazuje strukturę z XIII wieku, choć wiele elementów wymieniono w ciągu 650 lat użytkowania katedry. Zachowały się też średniowieczne znaki ciesielskie. Projekt i technika ciesielska przypominają styl niemiecki, stamtąd zapewne pochodzili jej wykonawcy. Do obróbki drewna użyto siekiery, toporu i piły. Więźba jest tak dobrze zachowana, że wcześniej sądzono, iż pochodzi z czasów nowożytnych. Została zbudowana z drewna dębowego, sprowadzanego z wyspy Wolin, widoczne są ślady po linach używanych podczas spławiania. Różne próbki drewna wskazują na ścięcie w latach 1260-1268, a w innym miejscu 1360-1361. Drewno z dachu nad prezbiterium może być jeszcze starsze, z pierwszej połowy XIII wieku.

### Wieża
Współczesna murowana wieża jest już trzecią. Wcześniej były romantyczna z 1850, barokowa z XVII wieku oraz gotycka .

### Dzwony
Katedra posiada łącznie 5 dzwonów, cztery z nich są zawieszone na kościelnej wieży a jeden, uszkodzony i wyłączony z eksploatacji znajduje się w wirydarzu.
|                  | Imię      | Waga (kg) | Ton uderzeniowy | Rok odlania | Odlewnia                                      |  |
| ---------------- | --------- | --------- | --------------- | ----------- | --------------------------------------------- |  |
| Uszkodzony dzwon | nieznane* | 250 kg    |                 | 1860        | F. Schuenemann, Demmin                        |  |
| Sygnaturka       | nieznane* | ok. 80 kg | ais"            | XIV-XV w.   | nieznana*                                     |  |
| Mały dzwon       | Maria     | 260 kg    | cis"            | 2017        | Odlewnia dzwonów Jana Felczyńskiego, Przemyśl |  |
| Średni dzwon     | św. Otton | 500 kg    | a'              | 2019        | Ludwisarnia Felczyńskich, Taciszów            |  |
| Duży dzwon       | nieznane* | 1300 kg   | dis'            | 1848        | Carl Voss, Szczecin                           |  |

### Wyposażenie
Do dziś w wyposażeniu katedry zachowały się:
- krucyfiks z drugiej połowy XIII (typu mistycznego; znajduje się w Muzeum Narodowym w Szczecinie)[4]
- stalle w prezbiterium z drewna dębowego z XIII w.[4]  (z lat 1440-1450[5])
- wielki krucyfiks w formie drzewa życia z połowy XV w.[5], znajdujący się w łuku tęczowym[4] ,
- barokowa pasja z końca XVII w., fundowana przez księcia Ernesta Bogusława von Croy będąca w południowym skrzydle transeptu. Ten sam biskup, a później prepozyt luterańskiej kapituły katedralnej, wyposażył katedrę w inny barokowy sprzęt: 
  - bogato ozdobioną ambonę z 1682[5] lub 1683 roku[4] . W niszach wielobocznego korpusu ambony, oddzielonych narożnymi kolumienkami, umieszczono rzeźby czterech Ewangelistów oraz św. Pawła. Między kolumienkami, w płycinach parapetu chroniącego schody oraz w bramce, namalowano sceny o charakterze symbolicznym. W zaplecku ambony widoczna jest panorama Jerozolimy, która stanowi tło dla rzeźbionego krucyfiksu. W obrębie rzeźbionego obramowania zaplecka znajdują się dwie postacie kobiece, które trzymają uniesione w górę ręce, podtrzymując sześcioboczny baldachim ambony. Na gzymsie baldachimu, w medalionach, umieszczono sceny ze Starego Testamentu oraz rzeźby aniołków z symbolami Męki Pańskiej, a w zwieńczeniu widnieje św. Jan Chrzciciel z Barankiem na ramieniu.
  - lektoryjną kratę (1685[5]) z ołtarzem przed prezbiterium (1684[5]), która stanęła na miejscu średniowiecznego murowanego lektorium[5],
  - piękną kratę (późny manieryzm; 1685) wokół chrzcielnicy kamiennej z XIII w.[4] ,
  - wczesnogotycka chrzcielnica z 1330 roku (najstarsza, według tradycji pochodzącą z czasów Bolesława Krzywoustego)[5]
  - organy, które wg zamysłu fundatora miały być epitafium rodu Gryfitów (1669–1672)[4] .

W kaplicy kolatorskiej przy nawie południowej znajduje się obraz łaskami słynący z Brzozdowiec, archidiecezji lwowskiej z XVIII w. Obraz ten z wotami i sukienką przewieziono do Kamienia w 1945 r. w czasie pracy tamtejszego ks. kan. Michała Kaspruka. Przy dwóch pierwszych filarach nawy stoją ołtarze boczne, po lewej stronie znajduje się barokowy ołtarz, przeniesiony z kościoła św. Mikołaja z Kamienia, a po prawej ołtarz z 1684 r., który stał dawniej przy lektoryjnej kracie. Jeszcze jeden ołtarz boczny zdobi południowe skrzydło transeptu barokową nadstawą z 1673 r. Wykonany on został dla kościoła w Trzęsaczu z malowidłami wolińskiego mistrza Joachima Sellina .
Wybitnie interesujące pozycje w inwentarzu katedry stanowią dwa wielkie, zawieszone na północnej ścianie prezbiterium obrazy na desce ze scenami Pasji Chrystusowej, powstałe w 1527 r. w warsztacie i pod nadzorem Łukasza Cranacha starszego. Ze skrzydła północnego transeptu prowadzą schody do gotyckich pomieszczeń, w których przed II wojną znajdował się skarbiec katedralny. Zawierał obiekty liturgiczne od X do XVII w., między innymi światowej sławy relikwiarz św. Korduli, dzieło sztuki skandynawskiej z około 1000 roku, orientalny relikwiarz z kości słoniowej, relikwiarze z Limoges, pastorały z XIII i XIV w., bizantyjską kadzielnicę z 1200 r., kielichy, pacyfikały, cenne tkaniny z XV w. oraz inne obiekty. Prawie cały skarbiec w ostatnim okresie wojny został wywieziony . 
Wirydarz katedralny stanowił w średniowieczu miejsce modlitw, kontemplacji, nabożeństw i pokut publicznych. Jest to jedyny przykatedralny wirydarz w Polsce. Wschodni odcinek wiryndarza nadbudowano, z przeznaczeniem na skarbiec, bibliotekę i archiwum .
W XIX w. przeniesiono z katedry do wirydarza gotyckie i renesansowe płyty nagrobne, należące do pochowanych w podziemiach dostojników duchownych i świeckich .

## Nekropolia
Katedra jest nekropolią książąt pomorskich z dynastii Gryfitów. W zasypanych kryptach (stan na 1991)  znajdują się groby książąt pomorskich i biskupów kamieńskich, w tym biskupa Konrada I, który zmarł w 1186 roku. W podziemiach świątyni zostali pochowani książęta pomorscy i biskupi diecezji kamieńskiej: 
- Kazimierz I (zmarły w 1182),
- Warcisław III (zm. 1264),
- Barnim I (zm. 1278),
- Barnim II (zm. 1295),
- Bogusław III (zm. 1309),
- Małgorzata (zm. 1313),
- Warcisław IV (zm. 1326),
- Otto I (zm. 1344),
- Bogusław V (zm. 1374),
- Bogusław VIII (zm. 1418),
- Zofia – żona Bogusława VIII (zm. 1448)[10] .

W katedrze spoczywają liczni biskupi kamieńscy, dostojnicy kościelni, duchowni i osoby świeckie.

## Wirydarz
Wirydarz katedry kamieńskiej wzniesiony na przełomie XIII i XIV wieku jest jedynym tego typu założeniem przykatedralnym w Polsce. W przeszłości był on miejscem pochówku kanoników i biskupów kamieńskich, miejscem kontemplacji oraz ogrodem.

## Galeria

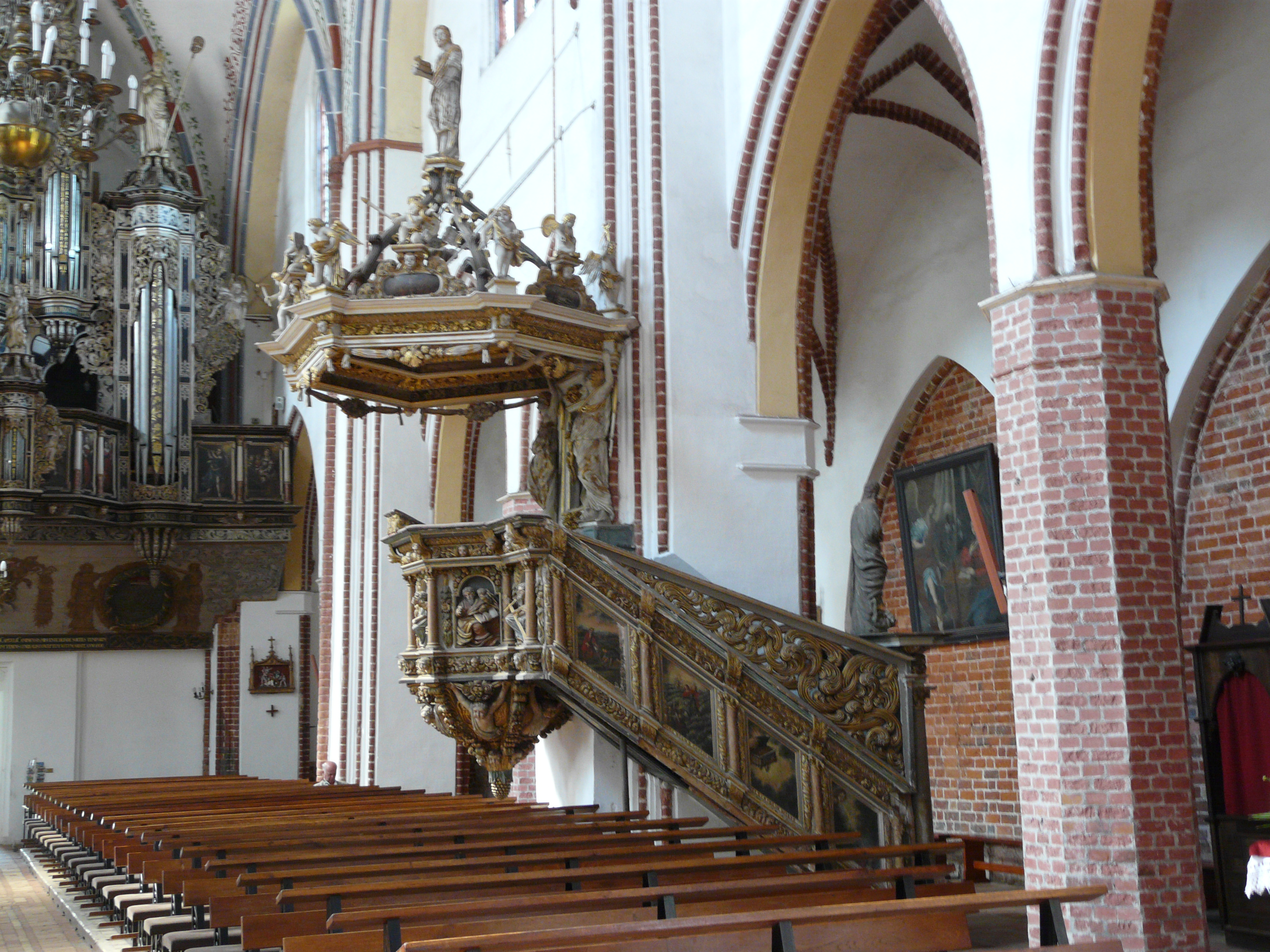
Ambona
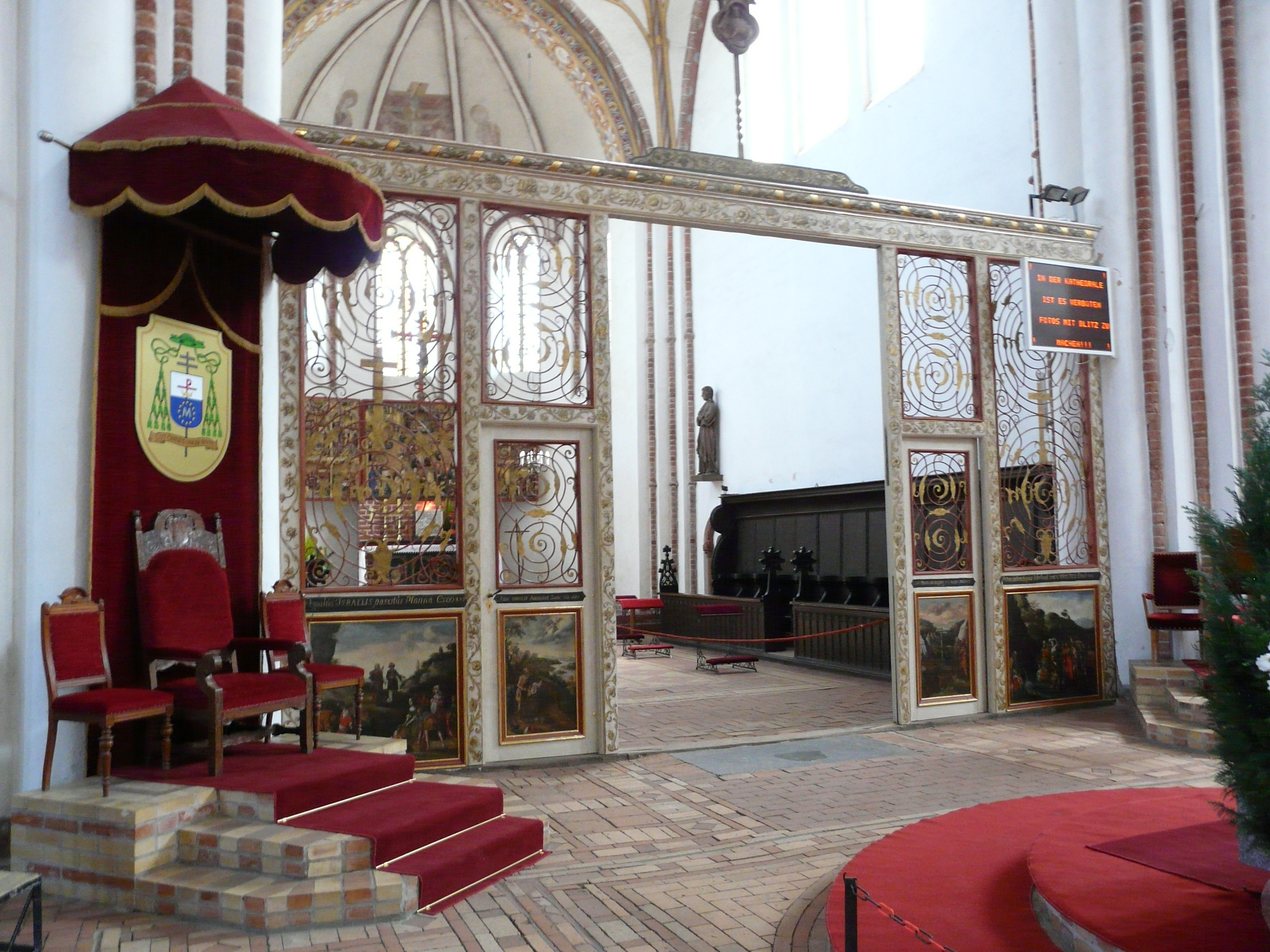
Tron arcybiskupi
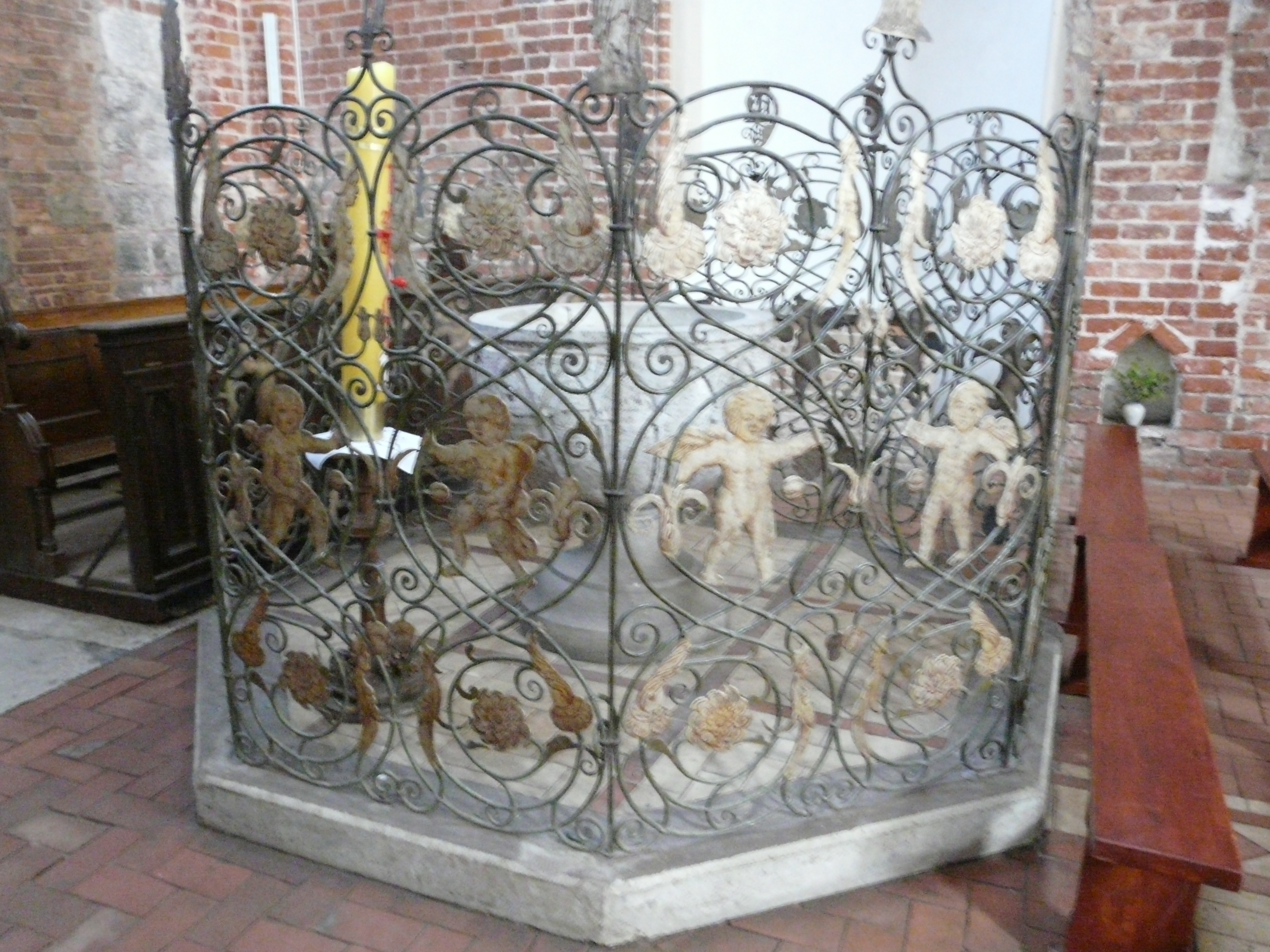
Chrzcielnica
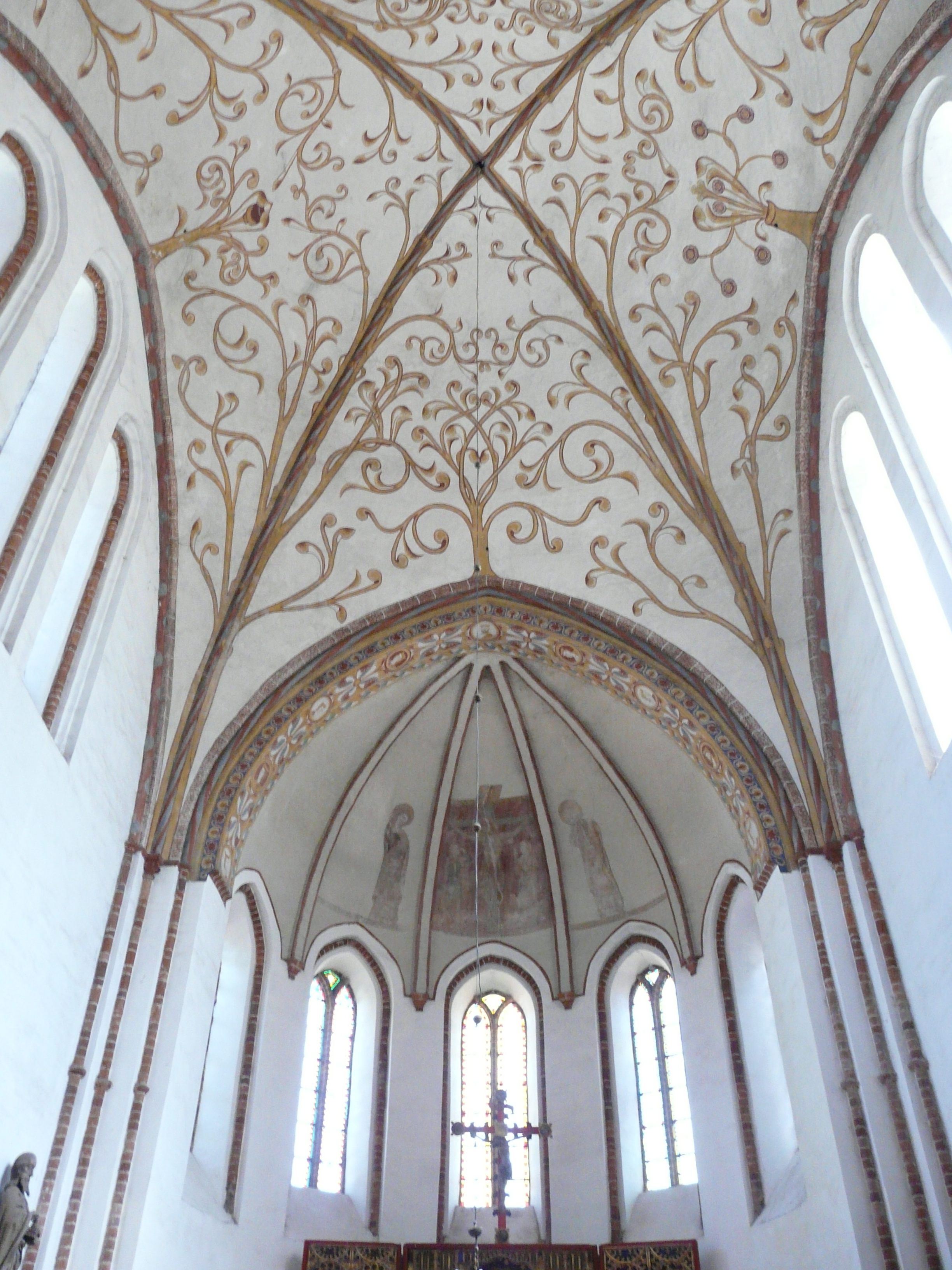
Sklepienie
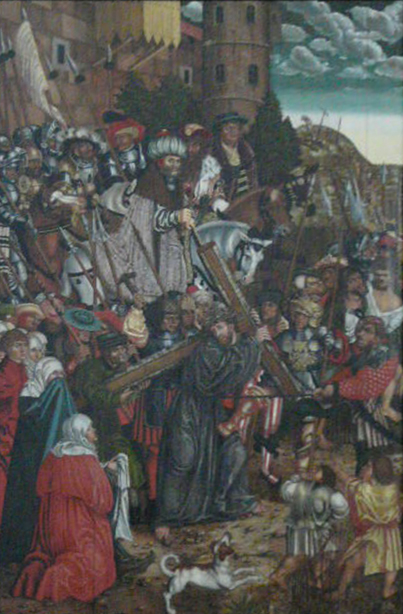
Droga krzyżowa
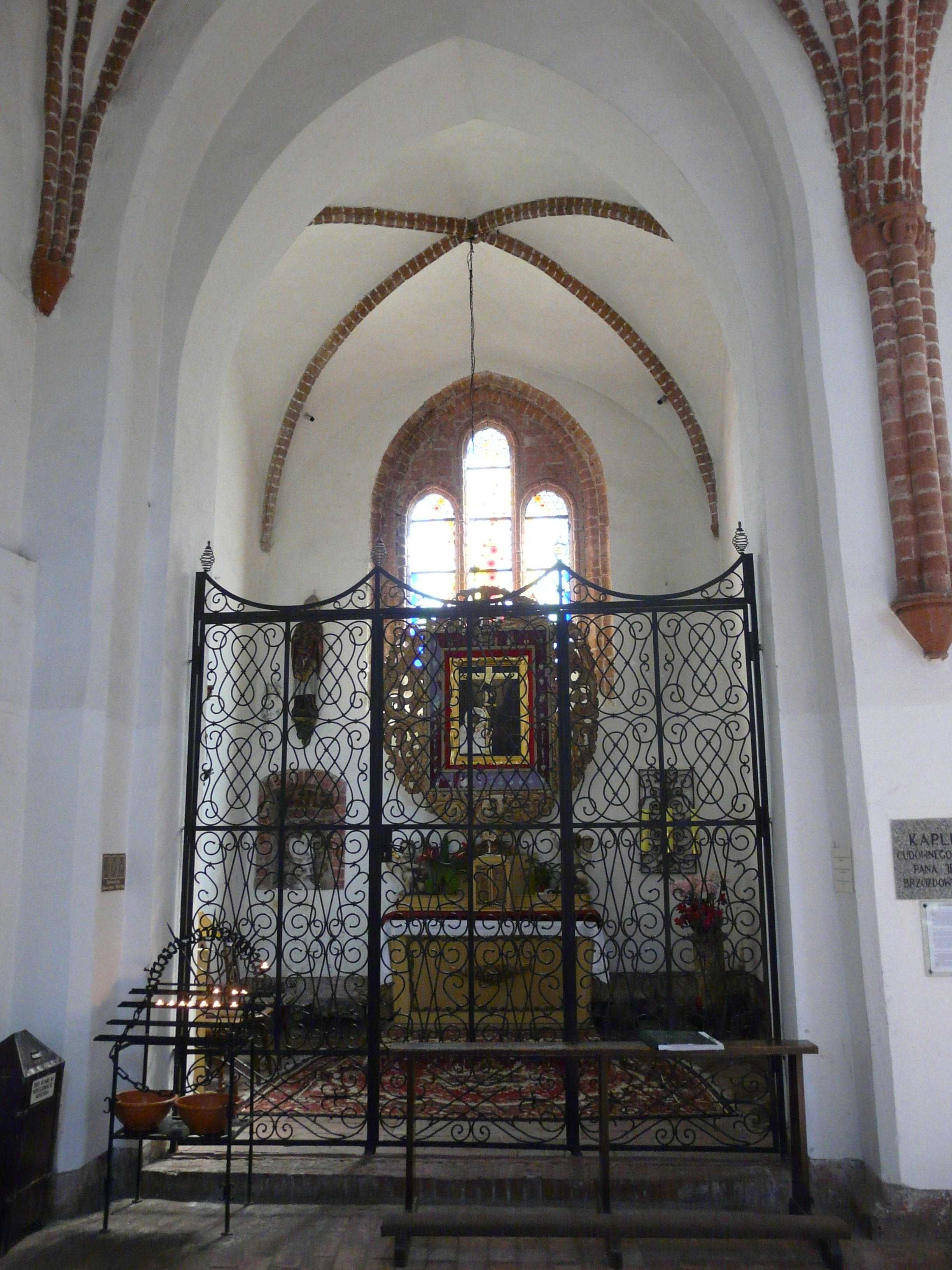
Kaplica z obrazem Pana Jezusa Brzozdowieckiego
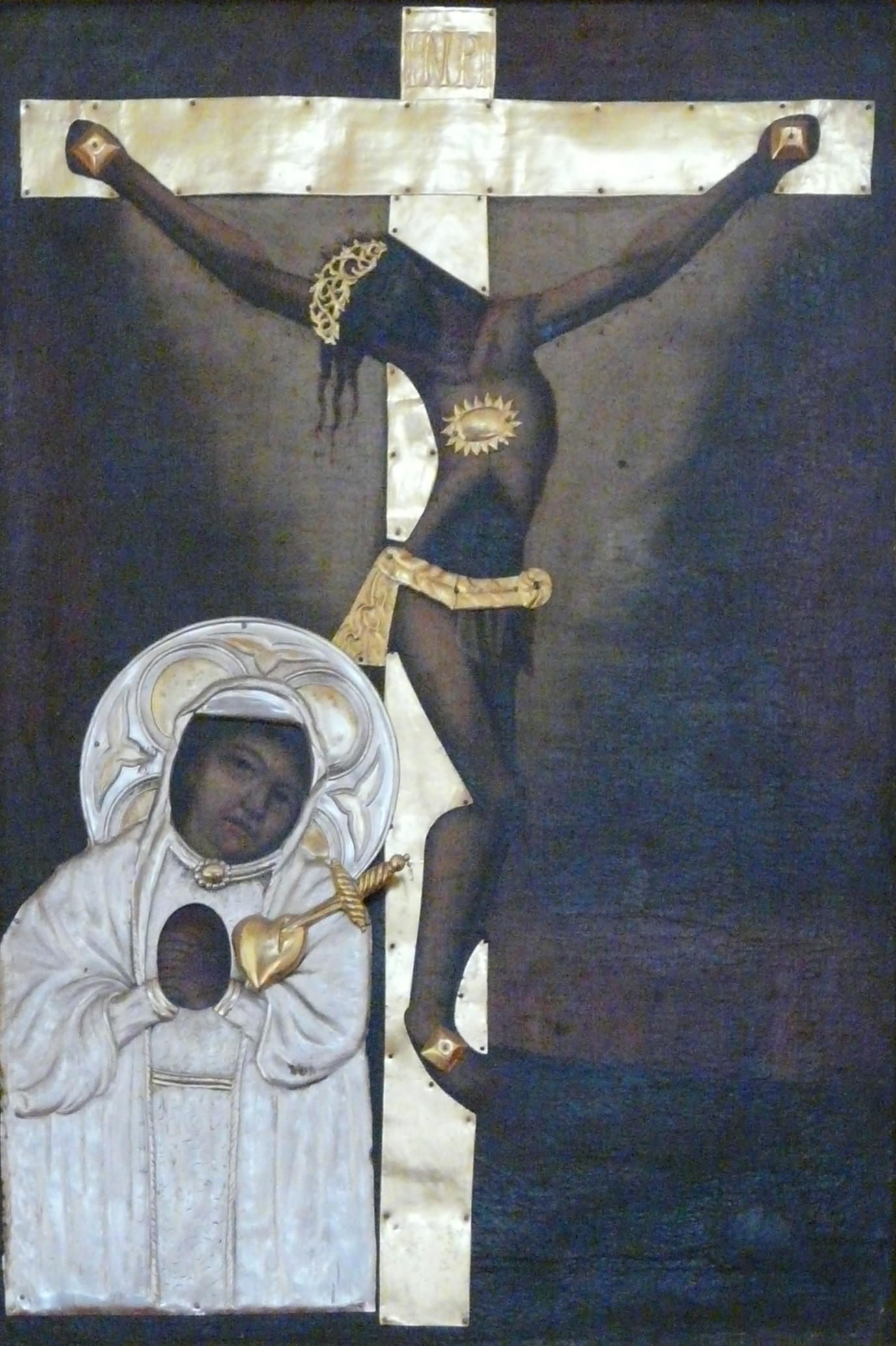
Obraz Pana Jezusa Brzozdowieckiego
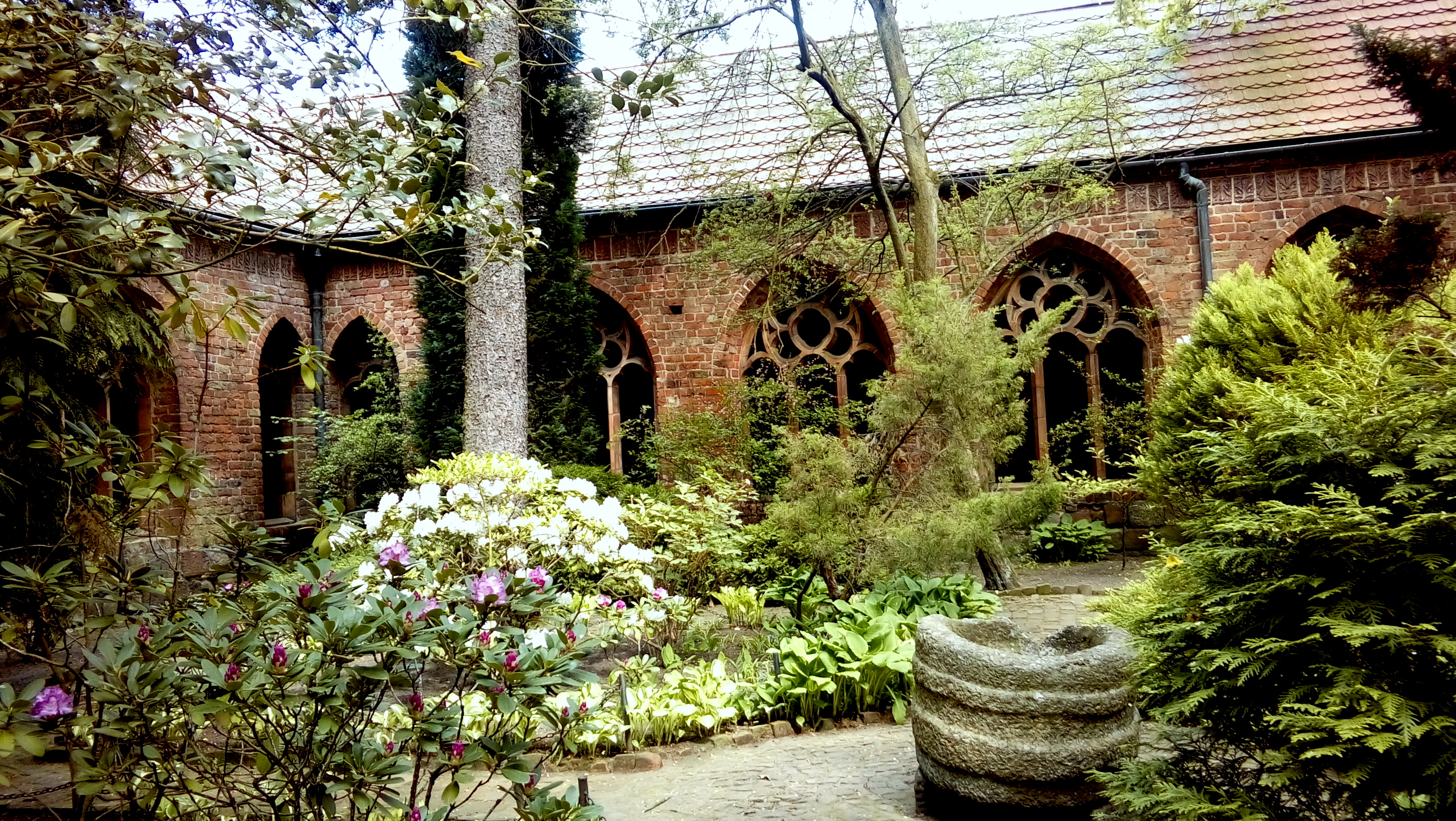
Wirydarz
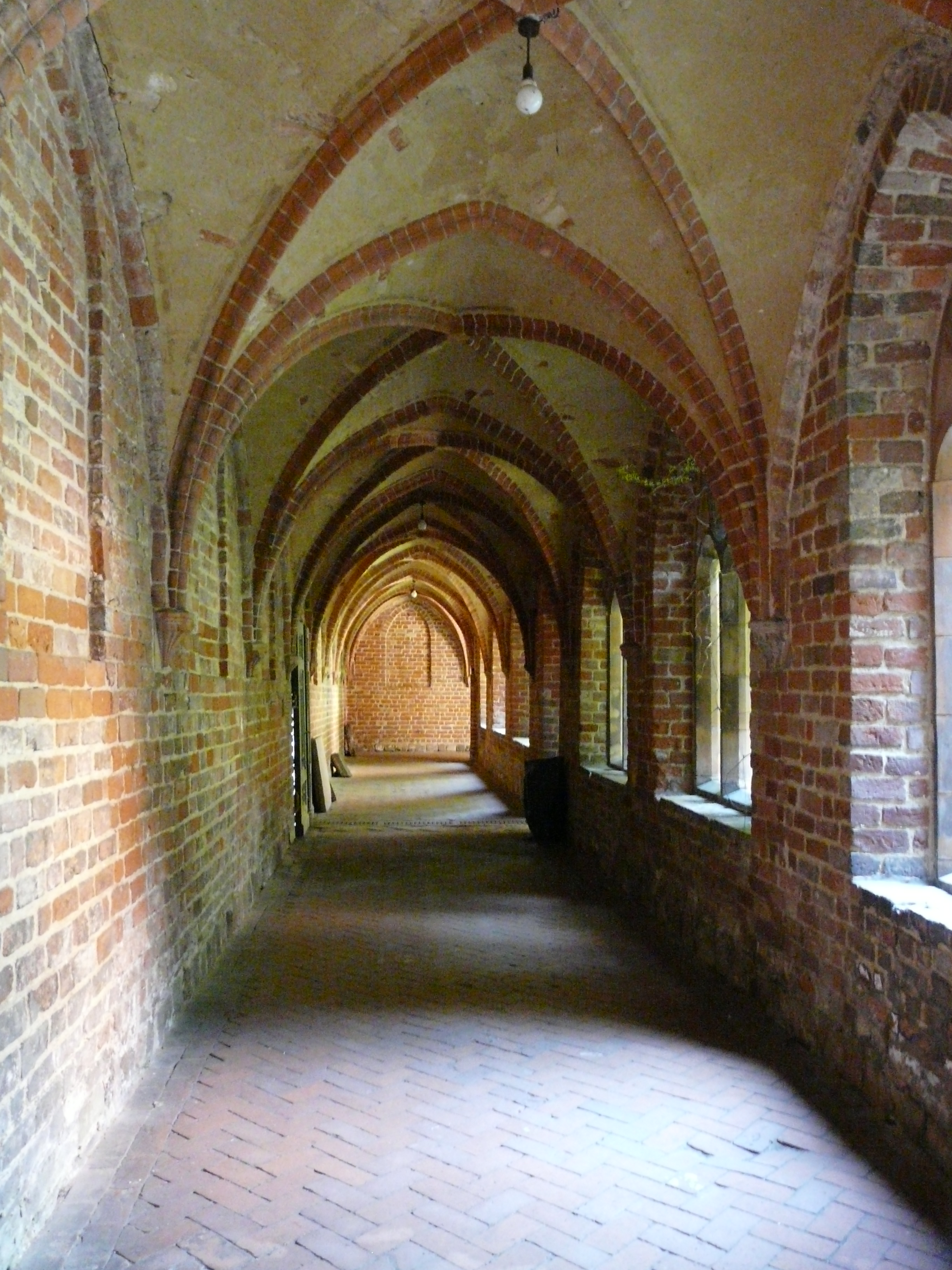
Krużganek wirydarza